# Breitenstein (Chiemgauer Alpen)
Der Breitenstein ist ein 1661 m ü. A. hoher Berg in den Chiemgauer Alpen, über den die Grenze zwischen Bayern und Tirol verläuft. 
Der Gipfel des Breitensteins liegt etwa 1,3 Kilometer südlich des Geigelsteins (1808 m). Wie dieser befindet er sich zwischen dem Tal der Prien im Westen und der Tiroler Ache im Osten.
Von der Priener Hütte ist er in ca. 45 Minuten unschwierig zu Fuß zu erreichen. Andere Anstiege führen direkt vom Geigelstein über dessen Südwestgrat und von der Wuhrsteinalm zum Gipfel.